# Валлари
Валлари (лат. Wallari; VI век) — первый лангобардский герцог Бергамо (вторая половина VI века).

## Биография
Основным повествующим о Валлари нарративным источником является «История лангобардов» Павла Диакона.
Вероятно, Валлари участвовал в лангобардском завоевании Италии. Предполагается, что вскоре после захвата Бергамо в 569 году Валлари получил в управление этот город.
В период бескоролевья, начавшегося в Лангобардском государстве в 574 году после смерти Клефа, Валлари был правителем герцогства с центром в городе Бергамо. В это время власть в королевстве принадлежала тридцати пяти герцогам, из которых в сочинении Павла Диакона поимённо упоминаются пять: Забан Павийский, Валлари Бергамский, Алахис I Брешийский, Эвин Трентский и Гизульф I Фриульский. По свидетельству Павла Диакона, «…в это время многие видные римляне были из корыстолюбия убиты, на прочих наложили дань, так что те платили лангобардским пришельцам третью часть своего урожая». Также историк сообщал, что примерно в 576 году жестокому преследованию со стороны лангобардов подверглись представители христианского духовенства и монашества Италии.
Королевская власть в Лангобардском государстве была восстановлена в 584 году, когда с согласия знати новым королём был избран Аутари. Для обеспечения нужд нового правителя королевства каждый из герцогов передал монарху половину своих владений. Однако из-за отсутствия достаточного числа свидетельств о герцоге Валлари неизвестно, был ли он это время всё ещё герцогом Бергамо или уже нет. Следующим известным из исторических источников правителем Бергамо был упоминавшийся в 590-х годах Гайдульф.